# Månstad
Månstad (av SCB benämnd Måstad) är en småort  i Tranemo kommun och kyrkbyn i Månstads socken i Sjuhäradsbygden i södra Västergötland.

## Historia
Kommunikationerna till och från Månstad fick ett rejält uppsving 1902 när järnvägen öppnades förbi Kindsboda, med egen hållplats. Västra Centralbanan tillkom 1906, med stationen Månstadskulle vid kyrkan. Både hållplatsen och stationen är dock nedlagda idag. Banvallen är numera en led för promenader, inlineåkning och cykelturer ända upp till Falköping.

## Samhället
Månstads kyrka som härstammar från 1400-talet, står med sitt fristående klocktorn på en naturlig höjd. Alldeles intill kyrkan och strax nordväst om Månstadskulles nedlagda stationshus står en runsten, Vg 190, sedan 1905, då den hittades i en bro 700 meter från platsen. Texten på stenen lyder "ikialtr : sati : s--n : þani : eftiR : krimulf : sun : si" eller översatt till nutida svenska "Ingjald satte denna sten efter Grimulv, sin son". Alldeles i närheten finns också ett gravfält från bronsåldern.

## Näringsliv
Det har genom åren funnits både små- och medelstora företag på orten, främst inom jordbruk, skogs- och textilindustrin. Ett snickeri, etablerat 1948, är ett traditionellt finsnickeri med flera anställda, som med sina specialprodukter har kunder över hela Sverige.

## Idrott
En viktig del på orten är idrottsanläggningen Månstadsparken som drivs av Månstads IF.